# Rogue (fleuve)
Pour les articles homonymes, voir Rogue.
Le Rogue (en anglais : Rogue River, en takelma : tak-elam, en tolowa : yan-shuu-chit’ taa-ghii~-li~’) est un fleuve côtier du sud-ouest de l'Oregon aux États-Unis, qui prend sa source dans la chaîne des Cascades, au centre de l'État, et se jette dans l'océan Pacifique à Gold Beach.

## Géographie
Le fleuve passe près de la ville de Medford et traverse Grants Pass. De nombreux affluents viennent grossir le fleuve comme la rivière Applegate et la rivière Illinois.
De nombreux rapides utilisés pour le rafting sont présents le long du cours du fleuve.

## Flore et faune
La majeure partie du bassin versant du fleuve Rogue se situe dans l'écorégion des Monts Klamath créée par l'Environmental Protection Agency (EPA), même si toutefois une partie du bassin supérieur est dans l'écorégion des Cascades ainsi qu'une partie du bassin inférieur est dans l'écorégion des chaînes côtières du Pacifique. Les forêts de conifères tempérées dominent une grande partie du bassin fluvial. La partie supérieure du Rogue, s'écoulant dans la chaîne des Cascades, est un endroit « identifié comme possédant une très grande richesse en espèces au sein de nombreux groupes de plantes et d'animaux ». Les espèces d'arbre les plus communs dans les forêts le long de la Rogue supérieure comprennent le cèdre blanc de Californie, le sapin du Colorado et le sapin rouge.
En aval du fleuve, on peut observer un mélange varié de conifères et de feuillus sempervirents ou à feuilles caduques. Dans la plus peuplée des zones, des vergers, des terres cultivées et des pâturages ont largement remplacé la végétation d'origine, bien que des restes de forêts de chênes, des prairies et des marais saisonniers survivent à quelques endroits. Certaines parties du bassin versant de la rivière Illinois ont une végétation clairsemée où poussent des pins de Jeffrey, des chênes et des lilas de Californie. La région Klamath-Siskiyou du nord de la Californie et du sud- ouest de l'Oregon, y compris les parties du bassin Rogue sud-ouest, est parmi les quatre plus diverses forêts de conifères tempérées du monde. Considéré comme l'un des centres mondiaux de la biodiversité, environ 3 500 espèces de plantes différentes s'y côtoient. De plus, cette région est l'un des sept zones d'importance botanique mondiale en Amérique du Nord de désignées par l'Union internationale pour la conservation de la nature (UICN) et a été proposé comme site du patrimoine mondial et comme réserve de biosphère auprès de l'UNESCO.

## Galerie

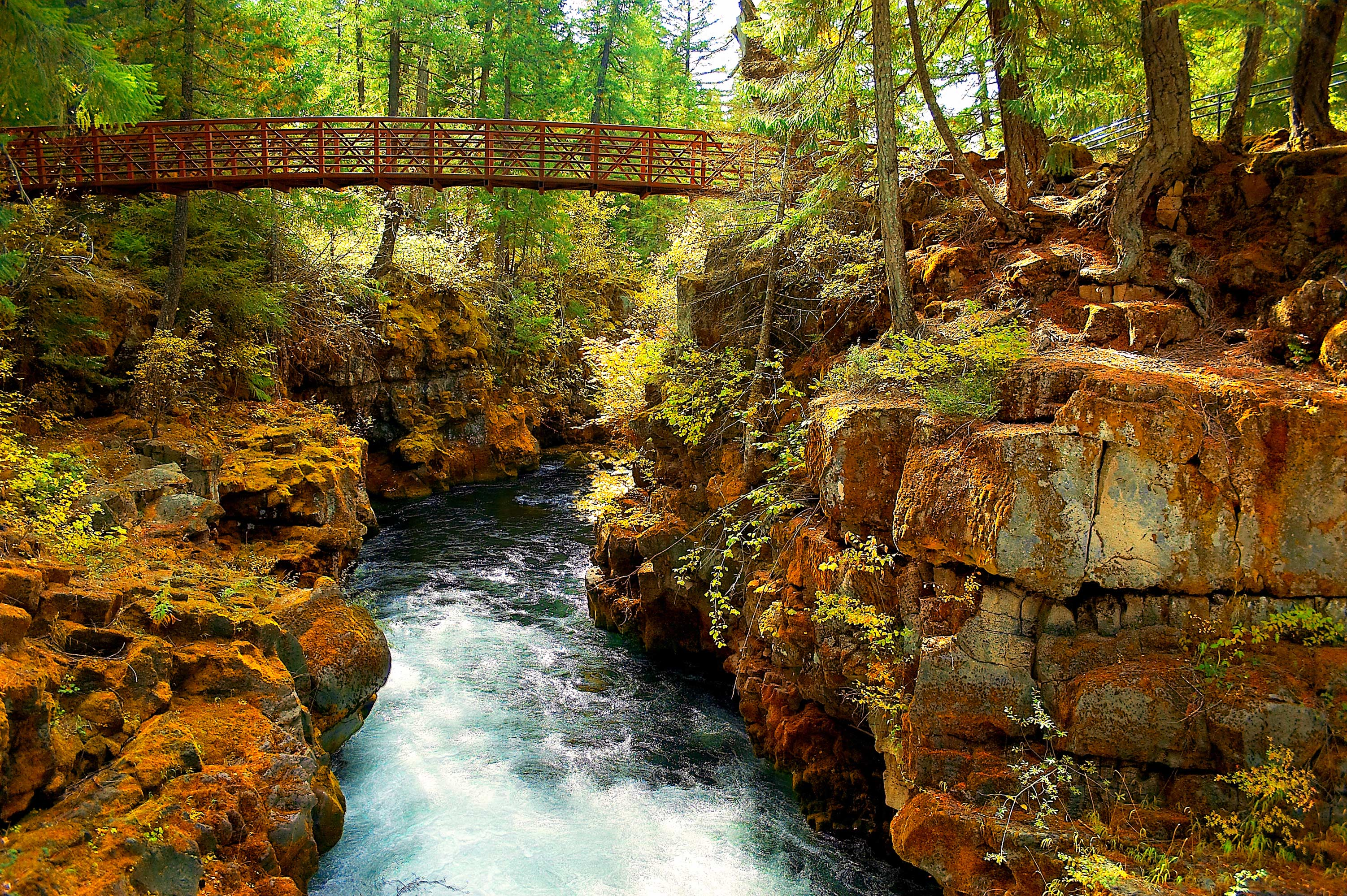
Les gorges du Rogue
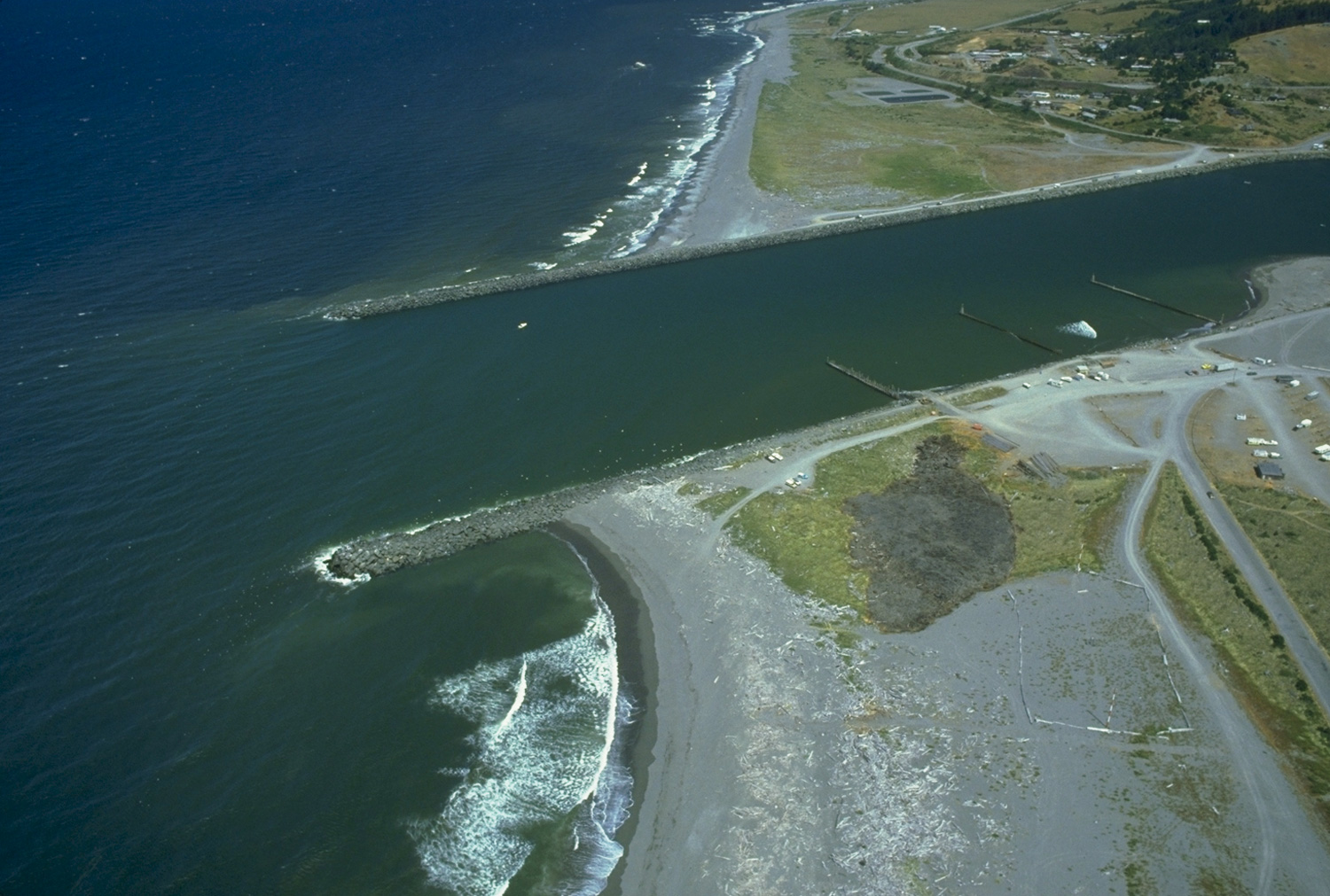
L'embouchure du Rogue
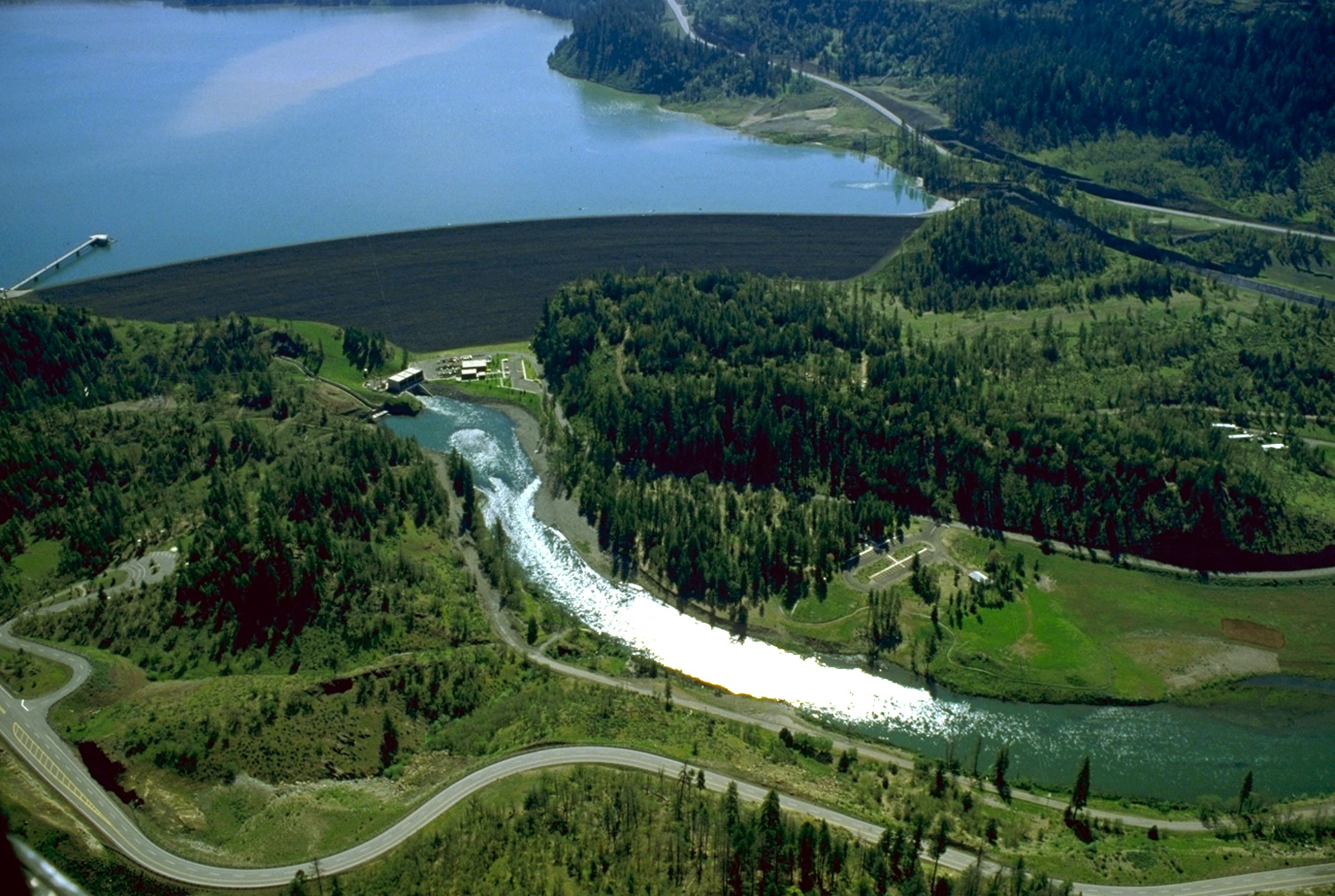
Le lac de Lost Creek